# Chemnitzer Fußballclub 2013-2014
Questa voce raccoglie le informazioni riguardanti il Chemnitzer Fußballclub nelle competizioni ufficiali della stagione 2013-2014.

## Stagione
Nella stagione 2013-2014 il Chemnitz, allenato da Gerd Schädlich e Karsten Heine, concluse il campionato di 3. Liga al 12º posto.

## Rosa
| N. |                     | Ruolo | Calciatore          |
| -- | ------------------- | ----- | ------------------- |
| 1  | Germania (bandiera) | P     | Philipp Pentke      |
| 2  | Germania (bandiera) | D     | Pierre le Beau      |
| 3  | Germania (bandiera) | D     | Silvio Bankert      |
| 4  | Germania (bandiera) | D     | Kevin Conrad        |
| 5  | Germania (bandiera) | D     | Toni Wachsmuth      |
| 6  | Germania (bandiera) | C     | Marc Lais           |
| 7  | Germania (bandiera) | A     | Tino Semmer         |
| 8  | Germania (bandiera) | C     | Kolja Pusch         |
| 9  | Germania (bandiera) | A     | Anton Fink          |
| 10 | Germania (bandiera) | A     | Benjamin Förster    |
| 11 | Ucraina (bandiera)  | C     | Anton Makarenko     |
| 13 | Germania (bandiera) | D     | Jeron Al-Hazaimeh   |
| 14 | Germania (bandiera) | D     | Thomas Birk         |
| 16 | Germania (bandiera) | D     | Sebastian Mai       |
| 17 | Germania (bandiera) | C     | Ronny Garbuschewski |

| N. |                     | Ruolo | Calciatore             |
| -- | ------------------- | ----- | ---------------------- |
| 17 | Germania (bandiera) | A     | Felix Engert           |
| 18 | Germania (bandiera) | D     | Sebastian Schmidt      |
| 20 | Germania (bandiera) | D     | Fabian Stenzel         |
| 21 | Germania (bandiera) | D     | Marcel Hofrath         |
| 22 | Germania (bandiera) | C     | Florian Hansch         |
| 23 | Germania (bandiera) | C     | Sascha Pfeffer         |
| 24 | Germania (bandiera) | C     | Dominik Ney            |
| 25 | Germania (bandiera) | P     | Stefan Riederer        |
| 27 | Germania (bandiera) | C     | Christian Mauersberger |
| 30 | Germania (bandiera) | P     | Felix Junghan          |
| 31 | Germania (bandiera) | C     | Tom Scheffel           |
| 34 | Germania (bandiera) | P     | Dominik Reissig        |
| 39 | Germania (bandiera) | C     | Maik Kegel             |
| 40 | Germania (bandiera) | C     | Marc Hensel            |

## Organigramma societario
Area tecnica
- Allenatore: Karsten Heine
- Allenatore in seconda: Torsten Bittermann, Kay-Uwe Jendrossek
- Preparatore dei portieri: Holger Hiemann
- Preparatori atletici:

## Calciomercato

### Sessione estiva
| Acquisti | Acquisti            | Acquisti           | Acquisti |
| R.       | Nome                | da                 | Modalità |
| -------- | ------------------- | ------------------ | -------- |
| D        | Josef Çınar         | Wacker Burghausen  |          |
| A        | Felix Engert        | Chemnitz U19       |          |
| C        | Ronny Garbuschewski | Fortuna Düsseldorf |          |
| C        | Marc Hensel         | Erzgebirge Aue     |          |
| D        | Sebastian Mai       | Dinamo Dresda II   |          |
| C        | Dominik Ney         | Chemnitz U19       |          |
| C        | Kolja Pusch         | Bayer Leverkusen   |          |
| P        | Stefan Riederer     | Unterhaching       |          |
| D        | Sebastian Schmidt   | Chemnitz U19       |          |

| Cessioni | Cessioni          | Cessioni          | Cessioni |
| R.       | Nome              | a                 | Modalità |
| -------- | ----------------- | ----------------- | -------- |
| D        | Marcel Baude      | Hallescher        |          |
| D        | Christoph Buchner | Eintracht Treviri |          |
| D        | Philipp Dartsch   | BFC Dynamo        |          |
| P        | Maik Ebersbach    | Plauen            |          |
| D        | Florian Hörnig    | Fortuna Colonia   |          |
| A        | David Jansen      | RW Oberhausen     |          |
| D        | Adrian Mrowiec    | Ruch Chorzów      |          |
| D        | Felix Paul        | VfB Auerbach      |          |
| C        | Carsten Sträßer   | Wormatia Worms    |          |
| D        | Marcel Wilke      | Kickers Offenbach |          |

### Sessione invernale
| Acquisti | Acquisti       | Acquisti         | Acquisti |
| R.       | Nome           | da               | Modalità |
| -------- | -------------- | ---------------- | -------- |
| D        | Marcel Hofrath | F. Düsseldorf II |          |
| C        | Marc Lais      | Friburgo         |          |

| Cessioni | Cessioni      | Cessioni       | Cessioni |
| R.       | Nome          | a              | Modalità |
| -------- | ------------- | -------------- | -------- |
| D        | Josip Landeka | Darmstadt      |          |
| D        | Josef Çınar   | K. Erciyesspor |          |

## Risultati

### 3. Liga

#### Girone di andata
| Arbitro: | Cortus |

|  |           |                                         |
|  | Marcatori | 3’ Grimaldi 43’ (rig.) Thomik 64’ Spann |

| Arbitro: | Storks |

|                |           |          |
| Welzmüller 89’ | Marcatori | 9’ Çınar |

| Arbitro: | Alt |

|  |           |                            |
|  | Marcatori | 1’ Niederlechner 73’ Krebs |

| Arbitro: | Schröder |

|                              |           |                                                |
| Kurz 14’ Amachaibou 48’, 89’ | Marcatori | 25’, 43’ Fink 28’, 64’ Pusch 41’ Garbuschewski |

| Arbitro: | Steinhaus-Webb |

|             |           |             |
| Onuegbu 20’ | Marcatori | 41’ Förster |

| Arbitro: | Göpferich |

|                         |           |  |
| Pfeffer 70’ Förster 83’ | Marcatori |  |

| Arbitro: | Valentin |

|                        |           |                   |
| Stroh-Engel 52’ (rig.) | Marcatori | 33’ Garbuschewski |

| Arbitro: | Weiner |

|          |           |               |
| Fink 14’ | Marcatori | 30’ Iōannidīs |

| Arbitro: | Mix |

|             |           |             |
| Fischer 38’ | Marcatori | 37’ Pfeffer |

| Arbitro: | Dittrich |

|                   |           |  |
| Garbuschewski 84’ | Marcatori |  |

| Arbitro: | Gräfe |

|                       |           |                 |
| Bertram 24’ Gogia 33’ | Marcatori | 57’ (rig.) Fink |

| Arbitro: | Hartmann |

|  |           |                                        |
|  | Marcatori | 2’ Scherder 19’ Manno 35’, 40’ Piossek |

| Arbitro: | Heft |

|          |           |  |
| Holz 75’ | Marcatori |  |

| Arbitro: | Perl |

|                                               |           |              |
| Mauersberger 17’ Garbuschewski 20’ Semmer 86’ | Marcatori | 23’ Thomalla |

| Arbitro: | Osmers |

|           |           |  |
| Wiegel 2’ | Marcatori |  |

| Arbitro: | Gerach |

|          |           |                                      |
| Fink 19’ | Marcatori | 51’ (rig.) Wiemann 81’ Schnellbacher |

| Arbitro: | Jablonski |

|            |           |           |
| Sykora 72’ | Marcatori | 65’ Kegel |

| Arbitro: | Badstübner |

|                            |           |  |
| Fink 49’ Garbuschewski 73’ | Marcatori |  |

| Arbitro: | Alt |

|             |           |               |
| Schwenk 26’ | Marcatori | 66’ Makarenko |

#### Girone di ritorno
| Arbitro: | Thomsen |

|  |           |                       |
|  | Marcatori | 22’ Förster 90’ Kegel |

| Chemnitz 14 dicembre 2013, ore 14:00 CET 20ª giornata | Chemnitz | 0 – 0 referto | Unterhaching | Stadion an der Gellertstraße (3 938 spett.)\| Arbitro: \| Siewer \| |
| Arbitro:                                              | Siewer   |               |              |                                                                     |

| Arbitro: | Cortus |

|                                  |           |  |
| Schnatterer 21’, 75’ (rig.), 77’ | Marcatori |  |

| Arbitro: | Steinberg |

|  |           |                                |
|  | Marcatori | 43’, 53’ Müller 48’ Amachaibou |

| Chemnitz 8 febbraio 2014, ore 14:00 CET 24ª giornata | Chemnitz   | 0 – 0 referto | Duisburg | Stadion an der Gellertstraße (4 146 spett.)\| Arbitro: \| Grudzinski \| |
| Arbitro:                                             | Grudzinski |               |          |                                                                         |

| Arbitro: | Dittrich |

|                               |           |  |
| Ducksch 20’, 42’ Jordanov 62’ | Marcatori |  |

| Arbitro: | Schmidt |

|          |           |                 |
| Fink 30’ | Marcatori | 65’ Stroh-Engel |

| Arbitro: | Thomsen |

|                     |           |                              |
| Radjabali-Fardi 42’ | Marcatori | 10’ (aut.) Ruprecht 67’ Fink |

| Arbitro: | Steinhaus-Webb |

|                               |           |  |
| Garbuschewski 3’ Scheffel 80’ | Marcatori |  |

| Arbitro: | Heft |

|  |           |                                      |
|  | Marcatori | 16’ Kegel 25’ Garbuschewski 88’ Fink |

| Arbitro: | Cortus |

|             |           |             |
| Bankert 69’ | Marcatori | 90’ Sembolo |

| Arbitro: | Weickenmeier |

|                                               |           |            |
| Conrad 40’ (aut.) Grote 60’ (rig.) Krohne 75’ | Marcatori | 19’ Hensel |

| Arbitro: | Dittrich |

|             |           |  |
| Hofrath 11’ | Marcatori |  |

| Arbitro: | Stegemann |

|                         |           |             |
| Fandrich 25’ Kaiser 77’ | Marcatori | 35’ Hofrath |

| Arbitro: | Sippel |

|                                |           |  |
| Fink 21’, 37’ Hofrath 42’, 76’ | Marcatori |  |

| Arbitro: | Glasmacher |

|            |           |  |
| Jänicke 9’ | Marcatori |  |

| Arbitro: | Rohde |

|                  |           |                  |
| Förster 64’, 75’ | Marcatori | 17’ (aut.) Kegel |

| Arbitro: | Bandurski |

|         |           |                 |
| Luz 57’ | Marcatori | 35’ (rig.) Fink |

| Chemnitz 10 maggio 2014, ore 13:30 CEST 38ª giornata | Chemnitz | 0 – 0 referto | Stoccarda II | Stadion an der Gellertstraße (4 562 spett.)\| Arbitro: \| Mix \| |
| Arbitro:                                             | Mix      |               |              |                                                                  |

## Statistiche

### Statistiche di squadra
| Competizione | Punti | In casa | In casa | In casa | In casa | In casa | In casa | In trasferta | In trasferta | In trasferta | In trasferta | In trasferta | In trasferta | Totale | Totale | Totale | Totale | Totale | Totale | DR |
| Competizione | Punti | G       | V       | N       | P       | Gf      | Gs      | G            | V            | N            | P            | Gf           | Gs           | G      | V      | N      | P      | Gf     | Gs     | DR |
| ------------ | ----- | ------- | ------- | ------- | ------- | ------- | ------- | ------------ | ------------ | ------------ | ------------ | ------------ | ------------ | ------ | ------ | ------ | ------ | ------ | ------ | -- |
| 3. Liga      | 49    | 19      | 8       | 6       | 5       | 21      | 19      | 19           | 4            | 7            | 8            | 22           | 27           | 38     | 12     | 13     | 13     | 43     | 46     | -3 |
| Totale       | 49    | 19      | 8       | 6       | 5       | 21      | 19      | 19           | 4            | 7            | 8            | 22           | 27           | 38     | 12     | 13     | 13     | 43     | 46     | -3 |

### Andamento in campionato
| Giornata  | 1  | 2  | 3  | 4  | 5  | 6  | 7  | 8  | 9  | 10 | 11 | 12 | 13 | 14 | 15 | 16 | 17 | 18 | 19 | 20 | 21 | 22 | 23 | 24 | 25 | 26 | 27 | 28 | 29 | 30 | 31 | 32 | 33 | 34 | 35 | 36 | 37 | 38 |
| --------- | -- | -- | -- | -- | -- | -- | -- | -- | -- | -- | -- | -- | -- | -- | -- | -- | -- | -- | -- | -- | -- | -- | -- | -- | -- | -- | -- | -- | -- | -- | -- | -- | -- | -- | -- | -- | -- | -- |
| Luogo     | C  | T  | C  | T  | T  | C  | T  | C  | T  | C  | T  | C  | T  | C  | T  | C  | T  | C  | T  | T  | C  | T  | C  | C  | T  | C  | T  | C  | T  | C  | T  | C  | T  | C  | T  | C  | T  | C  |
| Risultato | P  | N  | P  | V  | N  | V  | N  | N  | N  | V  | P  | P  | P  | V  | P  | P  | N  | V  | N  | V  | N  | P  | P  | N  | P  | N  | V  | V  | V  | N  | P  | V  | P  | V  | P  | V  | N  | N  |
| Posizione | 19 | 16 | 17 | 13 | 14 | 10 | 11 | 12 | 12 | 10 | 13 | 15 | 16 | 15 | 16 | 16 | 17 | 15 | 16 | 17 | 13 | 17 | 17 | 18 | 18 | 18 | 17 | 16 | 12 | 13 | 14 | 12 | 14 | 11 | 13 | 11 | 11 | 12 |

Legenda:

Luogo: C = Casa; T = Trasferta. Risultato: V = Vittoria; N = Pareggio; P = Sconfitta.

### Statistiche dei giocatori
| J. Al-Hazaimeh   | 4  | 0  | 0  | 0 |
| S. Bankert       | 37 | 1  | 4  | 0 |
| P. Beau          | 6  | 0  | 1  | 0 |
| T. Birk          | 25 | 0  | 10 | 1 |
| K. Conrad        | 30 | 0  | 2  | 0 |
| F. Engert        | 0  | 0  | 0  | 0 |
| A. Fink          | 36 | 12 | 5  | 0 |
| B. Förster       | 27 | 5  | 5  | 1 |
| R. Garbuschewski | 26 | 7  | 3  | 2 |
| F. Hansch        | 2  | 0  | 0  | 0 |
| M. Hensel        | 30 | 1  | 6  | 1 |
| M. Hofrath       | 14 | 4  | 1  | 0 |
| F. Junghan       | 0  | 0  | 0  | 0 |
| M. Kegel         | 29 | 3  | 11 | 0 |
| M. Lais          | 16 | 0  | 4  | 0 |
| J. Landeka       | 8  | 0  | 1  | 0 |
| S. Mai           | 1  | 0  | 0  | 0 |
| A. Makarenko     | 16 | 1  | 2  | 0 |
| C. Mauersberger  | 17 | 1  | 0  | 0 |
| D. Ney           | 0  | 0  | 0  | 0 |
| P. Pentke        | 34 | 0  | 1  | 0 |
| S. Pfeffer       | 31 | 2  | 3  | 1 |
| K. Pusch         | 22 | 2  | 5  | 0 |
| D. Reissig       | 0  | 0  | 0  | 0 |
| S. Riederer      | 4  | 0  | 0  | 0 |
| T. Scheffel      | 16 | 1  | 1  | 0 |
| S. Schmidt       | 0  | 0  | 0  | 0 |
| T. Semmer        | 30 | 1  | 5  | 0 |
| F. Stenzel       | 34 | 0  | 3  | 1 |
| T. Wachsmuth     | 9  | 0  | 1  | 0 |
| J. Çınar         | 16 | 1  | 4  | 0 |